# Di vero in fondo
Di vero in fondo è il quinto album in studio di Patty Pravo, il primo della trilogia Philips, pubblicato dall'etichetta discografica Philips nel 1971.

## Descrizione
Quest'album vuole determinare il nuovo corso dell'artista, per il quale si affida a canzoni di vario stile, legati da un unico denominatore comune: "canzoni di qualità che si prestano a interpretazioni raffinate e di spessore". Sul fronte copertina, dell'edizione originale, è riportato solo il titolo del disco.
Si affida a grandi autori, quali Gino Paoli, Francesco Guccini, Jacques Brel, Vinícius de Moraes e Lucio Battisti.

## Brani
- ...e tornò la primavera ebbe una prima pubblicazione nel dicembre 1969, nella versione dell'autrice Deborah Kooperman (45 giri EMI Parlophone 3C006-17276).
- Di vero in fondo, nella versione dell'autore, venne presentata e scartata dalla commissione selezionatrice dei brani per il XXI Festival di Sanremo.[2] Gino Paoli la pubblicò all'interno del suo lp Le due facce dell'amore, del 1971.
- Samba-preludio è la cover di Samba em prelúdio, successo di Baden Powell, e vede la partecipazione vocale dell'autore del testo originale, Vinicius de Moraes.

## Edizioni
Del disco venne prevista un'edizione, destinata al mercato argentino, con quasi tutti brani in spagnolo, ma mai pubblicata.
Le tracce tradotte sono le seguenti: Las hojas muertas, Volvio la primavera, Cancion de los viejos amantes, De verdadero en fondo, Emociones, Historia de amor, No te bastaba Ya (Non ti bastavo più). Solo quest'ultima, inclusa nell'album per il mercato argentino, fu pubblicata nel corso degli anni.
Altri brani furono invece tradotti in lingua francese e pubblicati nel corso degli anni quali: Une Histoire D'Amour (Love Story), La Vérité De L'Amour (Di Vero In Fondo).
L'edizione brasiliana presenta la copertina a busta chiusa, anziché apribile.
Le copie promozionali, di stampa italiana, contengono un poster che riprende la grafica dell'album.
Una prima ristampa uscì per la linea economica Fontana Special, controllata dalla Phonogram. Con copertina del tutto differente e il titolo di Patty Pravo 1 - Canzone degli amanti (FONTANA 6492 003).
Successivamente venne realizzata una ristampa "ufficiale", nel 1990, che riproduce la grafica originaria, con la sola aggiunta del nome dell'interprete e di una piuma stilizzata, accanto al titolo sul fronte copertina. Questa edizione venne anche realizzata in cd.

## Tracce

### Lato A
1. Foglie morte – 4:10 (A. Cavaliere - J. Prevért - J. Kosma)
2. ...E tornò la primavera – 3:17 (F. Guccini - D. Kooperman)
3. Samba-preludio – 3:48 (S. Bardotti - V. de Moraes - B. Powell)
4. Canzone degli amanti – 4:38 (S. Bardotti - D. Del Prete - J. Brel - G. Jouannest)
5. Di vero in fondo – 3:43 (G. Paoli - C. Carucci)

### Lato B
1. Soolaimon – 4:46 (N. Diamond)
2. Emozioni – 4:58 (L. Battisti - Mogol)
3. Love Story (Dal film omonimo) – 3:35 (S. Bardotti - F. Lai)
4. Wild World – 3:31 (C. Stevens)
5. Il buio viene con te – 4:50 (Timallo - M. Gibb)

## Musicisti
- L'orchestra di Giampiero Reverberi in Foglie morte, Canzone degli amanti e Soolaimon
- L'orchestra di Gianfranco Lombardi in ...E tornò la primavera, Emozioni e Samba-preludio
- L'orchestra di Luis Enriquez in Di vero in fondo e Love Story
- L'orchestra di Fredy Mancini in Il buio viene con te
- Il complesso African People in Wild World
- M. De Ponti: Direzione artistica
- Bruno Malasoma: Tecnico del suono
- Mario Carulli: Tecnico del suono
- Giuseppe Marcoturi: Tecnico del suono

## Critica
L'album riscosse una positiva accoglienza presso pubblico e critica, raggiungendo in Italia il 7º posto della hit-parade e risultando il 24º album più venduto del 1971.